# Hieracium adenocardoanum
Hieracium adenocardoanum es una especie de planta con flor del género Hieracium, de la familia Asteraceae, orden Asterales.

## Distribución
Hieracium adenocardoanum se distribuye por España.

## Taxonomía
Fue descrita científicamente por Mateo, L. Saez, Egido & Gomiz. Fue publicada en Flora Montiber. 69: 72 (2017).